# Colin McRae Rally 3
Colin McRae Rally 3 es un videojuego de carreras desarrollado y publicado por Codemasters para Xbox, PlayStation 2 y Microsoft Windows. Cuenta con autos de rally del Campeonato Mundial de Rally de 2002, una versión para GameCube se tenía planificado, pero su lanzamiento ha sido cancelado por razones no anunciadas.

## Jugabilidad
Cada Rally se lleva a cabo durante dos días con tres Etapas Especiales cada una, y una Etapa Súper Especial final al final del segundo día. Hay áreas de servicio entre los dos días (es decir, 3 etapas especiales, luego un área de servicio, otras 3 etapas especiales, la última área de servicio y luego la etapa súper especial 7 (noche)). No es posible reparar manualmente el daño del automóvil. Se calcula y repara automáticamente. Además, la puesta a punto del coche la mayoría de las veces ya está ajustada a las condiciones de las etapas.
El campeonato se lleva a cabo durante tres años (2002, 2003, 2004), y la dificultad aumenta cada año, mientras se compite para intentar convertirse en el Campeón del Rally Sparco en el Ford Focus RS WRC '02 de Colin McRae. Seis rallies tienen lugar cada temporada.

## Recepción
Colin McRae Rally 3 recibió «críticas generalmente favorables», según el agregador de reseñas Metacritic.
IGN y GameSpot escribieron positivamente sobre el juego, elogiando las mejoras realizadas en el manejo, la sensación de velocidad, el sistema de colisión, los gráficos, el sonido y la personalización del automóvil con respecto a su predecesor, mientras critica su falta de contenido sustancial.